# (17831) Ussery
(17831) Ussery est un astéroïde de la ceinture principale.

## Description
(17831) Ussery est un astéroïde de la ceinture principale. Il fut découvert le 20 avril 1998 à Socorro (Nouveau-Mexique) par le projet LINEAR. Il présente une orbite caractérisée par un demi-grand axe de 2,68 UA, une excentricité de 0,06 et une inclinaison de 2,4° par rapport à l'écliptique.

## Compléments